# ييغور تشيرنيشوف
ييغور تشيرنيشوف هو لاعب كرة قدم روسي في مركز الدفاع، ولد في 18 أبريل 1997. لعب مع توم تومسك.